# Trần Bội Kỳ
Trần Bội Kỳ (tiếng Anh: Carolyn Chen, tiếng Trung: 陳珮騏, sinh ngày 27 tháng 8 năm 1977), là một nữ diễn viên, nhân vật giải trí người Đài Loan, nổi tiếng với các vai diễn trong Chân tình bốn phương, Hương vị cuộc sống, Người một nhà, Những đứa con trời ban.

## Sự nghiệp diễn xuất
Năm 1992, Trần Bội Kỳ ra mắt với vai trò người mẫu và dấn thân vào giới giải trí vào năm 2004. Cô trở nên nổi tiếng nhờ vai diễn trong Chân tình bốn phương. Về sau, cô được gọi là "Nữ chiến thần" vì chuyên trị những vai diễn nữ mạnh mẽ nhiều lần, ngoài ra cô còn được gọi với biệt hiệu "Nữ thần phim truyền hình". Với nhiều tác phẩm truyền hình kinh điển, vào năm 2014, cô được bầu chọn là "Nữ diễn viên truyền hình nổi tiếng nhất Đài Loan" trong một cuộc thăm dò của Sina Weibo, và cùng với Lý Lượng Cẩn được bầu chọn là "Cặp đôi màn ảnh nhỏ Đài Loan nổi tiếng nhất".

## Đời tư
Khi Trần Bội Kỳ còn nhỏ, mẹ cô đã bỏ nhà đi, còn cha cô qua đời vì nghiện ma túy năm cô mới 8 tuổi. Khi cô lần đầu mắc chứng trầm cảm vào năm 18 tuổi, Trần đã phải gọi đến đường dây nóng Lifeline để được giúp đỡ. Rất may là lúc đó cô đã dũng cảm cầu cứu và học cách cư xử nũng nịu, dũng cảm nói lời yêu. Trong ba lần, cô gặp bà mình đang hấp hối. "Bà trở thành người đầu tiên mà tôi nói rằng tôi yêu bà." Cô không ngừng nói với bà rằng cô yêu bà nhiều đến mức nào. Nhờ trải qua trầm cảm, cô học được cách thể hiện tình yêu thương mà không để lại tiếc nuối gì.
Trần Bội Kỳ có sự quan tâm tới những con thú đi lạc và thỉnh thoảng tổ chức các hoạt động phúc lợi công cộng. Sau khi chú chó cưng Gigi của cô qua đời, cô đã cống hiến hết mình cho hoạt động bảo vệ động vật, gia nhập hàng ngũ giải cứu và nhận nuôi thú từ năm 2014. Ngoài một chú Mina, cô còn nhận nuôi hai chú chó Malta Phoebe và Yumiko.

## Danh sách phim

### Truyền hình
| Năm  | Kênh/Đài                            | Phim                                    | Vai diễn                            | Vai trò                              |
| 2005 | Đài hý kịch Đông Sâm                | Hảo mỹ lệ chẩn sở                       | Giả Hân Hân                         |                                      |
| 2005 | Đài hý kịch Đông Sâm                | Ma yết                                  | Giang Tuyết                         |                                      |
| 2005 | Đài hý kịch Đông Sâm                | Hảo mỹ lệ chẩn sở hắc cáp               | Giả Hân Hân                         |                                      |
| 2006 | Kênh Vệ thị Trung văn               | Kinh dị truyền kỳ 3: Mệnh vận hoài biểu | An Kỳ                               |                                      |
| 2006 | Hoa thị                             | Bảo đảo thiếu nữ thành công ký          | Lâm Bá Linh                         |                                      |
| 2006 | Hoa thị                             | Cực đạo học viên                        | Khải Đặc Lệ Á                       |                                      |
| 2006 | Trung thị                           | Thâm tình mật mã                        | Từ Lê                               |                                      |
| 2007 | Trung thị                           | Chuyển giác＊ngộ đáo ái                 | Ôn Bích Châu                        |                                      |
| 2007 | Hoa thị                             | Hoán hoán ái                            | Lâm Mỹ Tuệ                          |                                      |
| 2008 | Tam lập đô hội đài                  | Định mệnh anh yêu em                    | Giang Mã Lê                         | Khách mời                            |
| 2008 | SET Taiwan                          | Chân tình bốn phương                    | La Yên Yên                          | Nữ phụ thế hệ thứ hai                |
| 2009 | SET Taiwan                          | Tấm lòng cha mẹ                         | Trần Chí Linh                       |                                      |
| 2010 | Đại ái điện thị                     | Ngã đích uông ngã đích mỗ               | Diệp Tuệ Linh                       | Nữ phụ                               |
| 2010 | SET Taiwan                          | Gia đình sóng gió                       | Lâm Ngải Lâm                        |                                      |
| 2011 | SET Taiwan                          | Tay trong tay                           | Giang Mỹ Mỹ                         | Nữ chính thứ hai                     |
| 2013 | SET Taiwan                          | Thế gian tình                           | Giang Hiểu Đình                     | Nữ chính thứ ba                      |
| 2014 | Ương thị                            | Mỹ diệu đích kỳ ngộ tình duyên          | Dư Uyển Đường                       | Nữ chính thứ hai                     |
| 2015 | SET Taiwan                          | Trân châu nhân sinh                     | Lục Hoa Minh                        | Khách mời                            |
| 2015 | SET Taiwan                          | Hương vị cuộc sống                      | Giang Tây Tây Phan Thiến Thiến      | Nữ chính thứ tư của thế hệ thứ nhất  |
| 2017 | Đài hý kịch Đông Sâm                | Sảo tức lập chính ngã ái nhĩ            | Châu Sở Hồng                        | Nữ phụ                               |
| 2017 | Công thị                            | Thông linh thiếu nữ                     | Lý Huệ Lan                          | Nữ phụ                               |
| 2017 | SET Taiwan                          | Người một nhà                           | Diệp Hiểu Hạ                        | Nữ chính thứ hai                     |
| 2018 | SET Taiwan                          | Con dâu thời nay                        | Trần Nguyệt Kiều                    | Nữ chính đầu tiên của thế hệ thứ hai |
| 2019 | SET Taiwan                          | Tiếng pháo vu quy                       | Giả Mạn Ngọc                        | Khách mời đặc biệt                   |
| 2020 | Đài hý kịch Đông Sâm                | Tỷ muội môn truy ba                     | Hà Lê Lê                            | Nữ chính thứ hai                     |
| 2021 | SET Taiwan                          | Những đứa con trời ban                  | Bành Văn Tuyết (YUKI)               | Nữ chính thứ ba của thế hệ thứ nhất  |
| 2021 | Hoa thị, IQIYI, Bát đại hý kịch đài | Vô thần chi địa bất hạ vũ               | San hô chi thần                     | Nữ phụ                               |
| 2022 | SET Taiwan                          | Những đứa con trời ban                  | Kha Thục Quân （hoán đổi linh hồn） |                                      |
| 2022 | Hoa thị, Công thị đài ngữ đài       | Hôn nhân kết nghiệp thức                | Mã Thục Chân                        | Khách mời                            |
| 2022 | SET Taiwan                          | Nhất gia đoàn viên                      |                                     |                                      |